# Saint-Martin-la-Plaine
Saint-Martin-la-Plaine é uma comuna francesa na região administrativa de Auvérnia-Ródano-Alpes, no departamento de Loire. Estende-se por uma área de 9,7 km². Em 2010 a comuna tinha 3 864 habitantes (densidade: 398,4 hab./km²).